# From Under the Cork Tree
From Under the Cork Tree è il secondo album in studio della band statunitense Fall Out Boy. È stato pubblicato dalla Island Records il 3 maggio 2005. La musica è stata composta dal cantante e chitarrista Patrick Stump e i testi scritti dal bassista Pete Wentz, continuando in questo modo col metodo di scrittura adoperato nel 2003 per le canzoni di Take This to Your Grave. Neal Avron ha gestito i doveri di produzione. Al riguardo dei temi trattati dalle canzoni di quest'album, Wentz ha dichiarato che i testi parlano di "ansia e depressione che vanno di pari passo con l'osservare la propria vita". A supporto del nuovo album, il gruppo ha organizzato una tournée mondiale e partecipato a vari music festival. Per il loro Black Clouds and Underdogs tour l'album è stato ristampato come From Under the Cork Tree (Limited "Black Clouds and Underdogs" Edition), includendo nuove canzoni e remix. L'album ha segnato il successo mediatico dei Fall Out Boy. Guidato dal singolo "Sugar, We're Goin Down", l'album ha debuttato sulla Billboard 200 US alla posizione numero 9, che mantenne per due settimane non consecutive, con 68'000 copie vendute nella prima settimana. From Under the Cork Tree è stato il più venduto album dei Fall Out Boy e il primo ad essere entrato in una top ten. L'album e i suoi singoli hanno vinto parecchi premi e raggiunto lo status di Doppio Platino. Ha venduto 2,5 milioni di copie negli Stati Uniti fino al 2007 (salite a 2,7 milioni nel febbraio 2013) e oltre 3 milioni nel mondo intero. L'album ha prodotto due popolarissime hits, "Sugar, We're Goin Down" e "Dance, Dance", che hanno raggiunto rispettivamente le posizioni numero 8 e numero 9 sulla Billboard Hot 100 e messe regolarmente in onda da stazioni radio Pop e Alternative. Nel 2005 l'album è stato classificato, con 1'654'320 vendite, alla posizione numero 43 nella lista dei 100 album più venduti dell'anno negli USA e alla posizione numero 43 nella lista della IFPI "Top 50 Best Selling Albums of 2005 worldwide". Ha sfondato, a livello internazionale, in Regno Unito e Canada.

## Storia
I Fall Out Boy si formarono nel 2001 nei pressi di Chicago, Illinois. Debuttarono nel 2002 con uno split EP coi Project Rocket pubblicato dalla Uprising Records. Un primo mini-album, Fall Out Boy's Evening Out with Your Girlfriend, venne registrato lo stesso anno, ma pubblicato dalla Uprising nel 2003 contro il volere della band. Entrambe le pubblicazioni aiutarono i Fall Out Boy a ottenere fama su internet e attenzioni dalle grandi etichette discografiche. Il gruppo firmò per l'etichetta discografica indipendente Fueled by Ramen e ricevette un anticipo dallaIsland Records, che finanziò la produzione di Take This To Your Grave. Quest'ultimo divenne un successo underground e contribuì a formare una base di fan per i Fall Out Boy, che tornarono in studio nel novembre 2004 per iniziare a lavorare su un nuovo album.
Tuttavia la band ebbe un contrattempo nel febbraio 2005 a causa delle ansie di Wentz, date dall'incisione di una nuova registrazione, che culminarono con un tentato suicidio. Wentz spiegò "È stato opprimente. Ero sia ansioso che totalmente depresso. È particolarmente opprimente quando sei sul punto di fare qualcosa di molto grande e pensare che sarà un grande flop. Ero angosciato dall'insicurezza." Dopo essersi sottoposto a terapia, Wentz si è ricongiunto ai Fall Out Boy e si è diretto a Burbank, California per registrare l'album.

## Registrazione e produzione
From Under The Cork Tree è stato registrato a Burbank, California. Per la prima volta i Fall Out Boy si sono trattenuti in California per un lungo periodo di tempo, vivendo in un alloggio aziendale durante la produzione dell'album. Al contrario del frettoloso programma di registrazione di Take This To Your Grave, i Fall Out Boy hanno assunto un ritmo più graduale nella produzione del nuovo album. È stato il primo lavoro per il quale Stump ha scritto interamente la musica e Wentz tutti i testi, continuando il metodo utilizzato per alcuni canzoni dell'album precedente. Stump sentì che questo processo fu più "liscio", dato che ogni membro fu in grado di focalizzarsi sul proprio lavoro, e al riguardo ha dichiarato "Non abbiamo avuto nessuno di quei momenti in cui io suono la musica e lui dice 'Non mi piace', o lui legge i testi e io dico 'Non mi piacciono'. È molto naturale e divertente." Ciononostante la band ha avuto serie difficoltà nel creare la sonorità desiderata per l'album, scartando continuamente materiale nuovo. Due settimane prima che iniziasse la sessione di registrazione, il gruppo scartò dieci canzoni e ne scrisse otto nuove, tra cui il primo singolo, "Sugar, We're Goin Down".
Il ritornello di "Sugar, We're Goin Down" fu vicino all'essere scartato dalla casa discografica, ma alla fine venne mantenuto. Wentz ricordò "La nostra etichetta ci disse che nel ritornello c'erano troppe parole e le chitarre erano troppo forti, e che le radio non l'avrebbero mai mandata in onda." L'Island Records intervenne anche quando il gruppo volle intitolare la prima canzone dell'album "My Name Is David Ruffin and These Are The Temptations". Wentz dichiarò: "La nostra etichetta disse 'Verrete querelati se lo farete' e i nostri avvocati dissero 'Verrete senza dubbio citati in giudizio'. E allora dicemmo 'Ok, perché non vi immortaliamo in una canzone?'". Successivamente la band rinominò la canzone in "Our Lawyer Made Us Change the Name of This Song So We Wouldn't Get Sued". ("I nostri avvocati ci hanno fatto cambiare il titolo di questa canzone così non verremo querelati")

## Composizione

### Musica
Stump è stato il principale compositore di From Under The Cork Tree. A proposito dello stile musicale dell'album, ha dichiarato: "Abbiamo sperimentato un bel po' con ogni sorta di materiale. Un po' di Metal, un po' di Folk, un po' di R&B. Ma in definitiva, il tuo gruppo suona come il tuo gruppo. Puoi metterci dentro quelle cose, ma suonerà ancora come te." Niyaz Pirani di The Orange County Register si è riferito a "Dance, Dance" come "pop-punk-meets-swing-dance glory".

### Testi
Nei primi lavori, Stump collaborò con Wentz nella scrittura dei testi. Per From Under The Cork Tree e gli album successivi, Wentz si è personalmente occupato come unico paroliere e, al riguardo dei testi, dichiara che sono "più introspettivi" rispetto a quelli dell'album precedente. "Take This To Your Grave è stato veramente reazionario", dice Wentz. "È stato come se questa persona avesse fatto questo a te. Ma parte della crescita è capire che quando finisci nella stessa situazione ancora e ancora di nuovo devi probabilmente esaminare te stesso e chiederti qual è la ragione che ti porta a finire nella stessa situazione ripetutamente. Questa volta i testi riguardano l'ansia e la depressione che vanno insieme mentre osservi la tua stessa vita." Ha anche detto "Questo è dove stiamo andando a essere un anno da ora, e questo è quello che state andando a dire su di noi". Inoltre Wentz ha descritto "I've Got a Dark Alley and a Bad Idea that Says You Should Shut Your Mouth (Summer Song)" come a "guardare nello specchio e non sentirsi al sicuro nella propria pelle."
La band ha voluto creare un lavoro che fosse "molto più sviluppato". Wentz ha detto "Quando abbiamo prodotto Take This To Your Grave eravamo molto giovani, avevamo due settimane per farlo e fu come 'questa è la tua unica possibilità', 'o la va o la spacca'. Questa volta abbiamo avuto più tempo per lavorare sulle canzoni per farle funzionare e più di una possibilità per pianificare le cose. Abbiamo perso il combattimento, ma non ne abbiamo scritto un disco al riguardo. Abbiamo prodotto un disco che per noi ha un grosso significato, ma che forse non è lo stesso per la gente che ci pubblicizza come la 'next big thing'. E va bene così. Non vogliamo essere i salvatori di qualcosa — vogliamo solamente essere noi stessi. Abbiamo prodotto un disco che ci piace davvero, ed è ciò che abbiamo sempre voluto. I Fall Out Boy non hanno mai inseguito obiettivi e ambizioni. Abbiamo iniziato solo per divertimento, ed è diventata una cosa importante."
Dopo alcune accuse di presunto plagio, Wesley Eisold ha dato i suoi riconoscimenti per "The Carpal Tunnel Of Love", "Golden" e "Bang The Doldrums" di Infinity on High. In From Under The Cork Tree, Eisold è accreditato come Inspirador.

## Titolo e copertina
Il titolo è preso da un verso del libro per bambini The Story of Ferdinand (1936) di Munro Leaf, da cui Wentz rimase affascinato. La storia parla di un toro di nome Ferdinand che preferisce annusare i fiori sotto una quercia da sughero che partecipare ai combattimenti. La copertina dell'album ritrae un furgone con rimorchio durante una nevicata: è un riferimento all'incidente d'auto in cui rimasero coinvolti i membri della band, mentre si dirigevano a New York per registrare il video di "Grand Theft Autumn/Where Is Your Boy" dell'album Take This to Your Grave.

## Tracce
Testi di Pete Wentz, musiche di Patrick Stump.
1. Our Lawyer Made Us Change the Name of This Song So We Wouldn't Get Sued – 3:09
2. Of All the Gin Joints in All the World – 3:11
3. Dance, Dance – 3:00
4. Sugar, We're Goin Down – 3:49
5. Nobody Puts Baby in the Corner – 3:21
6. I've Got a Dark Alley and a Bad Idea That Says You Should Shut Your Mouth (Summer Song) – 3:11
7. 7 Minutes in Heaven (Atavan Halen) – 3:02
8. Sophomore Slump or Comeback of the Year – 3:23
9. Champagne for My Real Friends, Real Pain for My Sham Friends – 3:23
10. I Slept with Someone in Fall Out Boy and All I Got Was This Stupid Song Written About Me – 3:31
11. A Little Less Sixteen Candles, a Little More "Touch Me" – 2:49
12. Get Busy Living or Get Busy Dying (Do Your Part to Save the Scene and Stop Going to Shows) – 3:27
13. XO – 3:40

### Edizione limitataBlack Clouds and Underdogs
Il 14 marzo 2006 è stata pubblicata un'edizione limitata dell'album, intitolata From Under the Cork Tree (Limited "Black Clouds and Underdogs" Edition). Essa include le tredici tracce dell'album più cinque bonus tracks. L'album è arrivato alla posizione numero 9 della Billboard 200 al momento della sua ripubblicazione, raggiungendo la posizione alla sua seconda settimana. Le tre nuove canzoni e i due dance remix sono:
1. Snitches and Talkers Get Stitches and Walkers – 2:50
2. The Music or the Misery – 3:28
3. My Heart Is the Worst Kind of Weapon (Demo) – 3:22
4. Sugar We're Goin' Down (Patrick Stump Remix) – 4:00
5. Dance, Dance (Lindbergh Palace Remix) – 3:28

iTunes Store ha pubblicato un'edizione EP di From Under the Cork Tree (Limited "Black Clouds and Underdogs" Edition), consistente in 8 tracce: le cinque citate sopra, una versione live di "Sugar We're Goin Down" e i video musicali di "Sugar We're Goin Down" e "Dance, Dance".
L'edizione limitata è talvolta venduta insieme all'edizione originale sotto lo stesso nome.
L'album è stato ristampato su vinile nel gennaio 2013 con le bonus tracks di "Black Clouds and Underdogs". Stampato su vinile rossastro e limitato a sole 1500 copie, è stato venduto esclusivamente su HotTopic.com

## Formazione
- Patrick Stump - voce, chitarra
- Pete Wentz - basso, cori
- Andrew Hurley - batteria
- Joe Trohman - chitarra, cori

## Citazioni
Come sempre nella discografia dei Fall Out Boy, i titoli sono sempre molto originali e molti contengono riferimenti culturali:
- Our Lawyer Made Us Change the Name of This Song So We Wouldn't Get Sued si chiamava in origine My Name is David Ruffin... and These are The Temptations, ma la band è stata costretta a cambiarle nome per evitare problemi legali[5]
- Nobody Puts Baby in the Corner è una citazione a Dirty Dancing - Balli proibiti
- Of All the Gin Joints in All the World è una citazione a Humphrey Bogart in Casablanca
- Get Busy Living or Get Busy Dying è una citazione a Le ali della libertà
- Champagne for My Real Friends, Real Pain for My Sham Friends è una citazione a Edward Norton da La 25ª ora, di Spike Lee.
- XO è un riferimento all'album omonimo di Elliot Smith
- 7 Minutes in Heaven (Atavan Halen) parla del tentato suicidio del bassista Peter Wentz con un'overdose di Ativan